# Великий аятолла

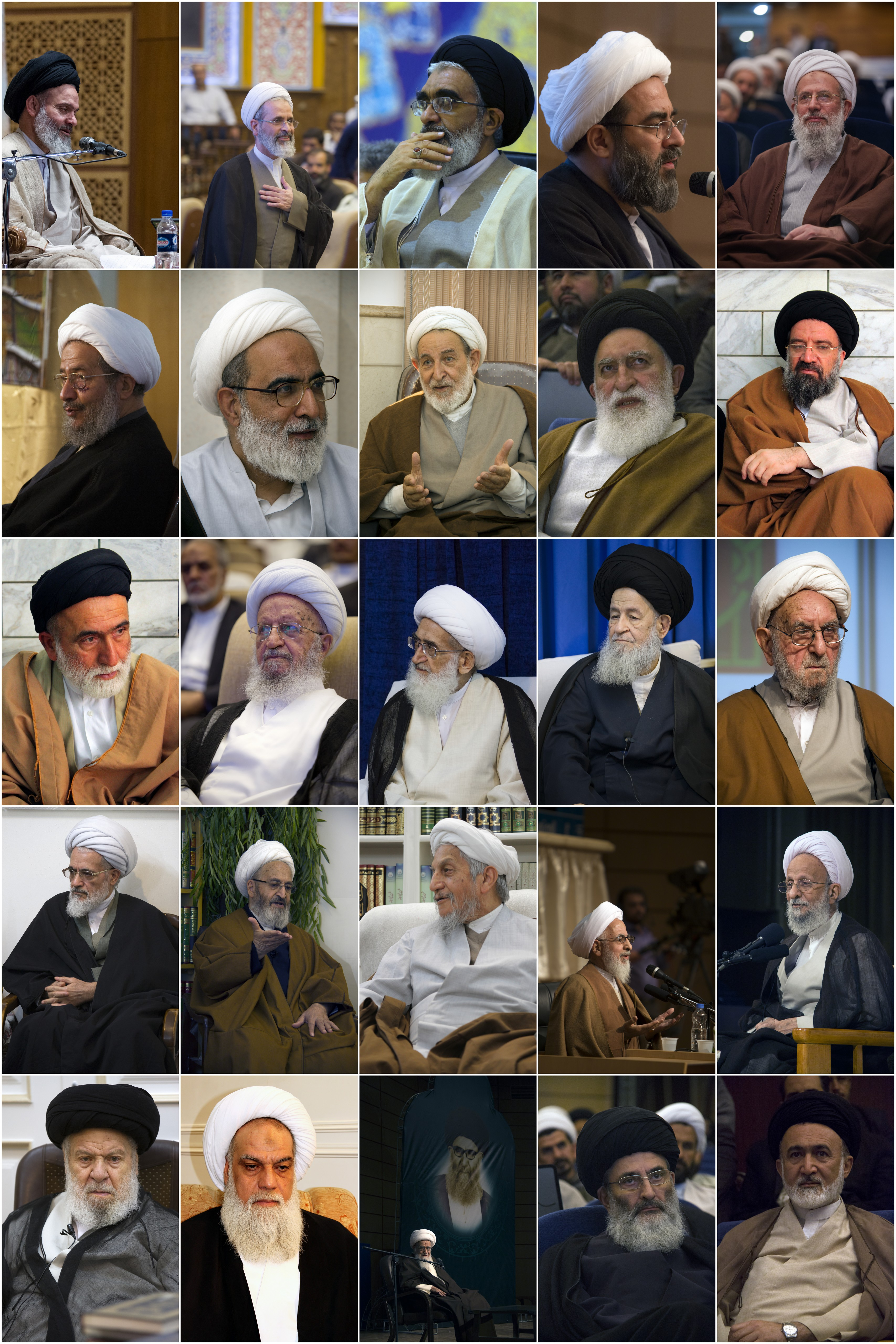
Великие аятолла Ирана

Вели́кий аятолла́ (араб. آية الله العظمى‎, перс. آیت‌الله العظمی‎ — «великое знамение Аллаха») — шиитский религиозный титул. Данный титул носят шиитские улемы, достигшие больших высот в исламском праве (фикх) и методологии (усуль), и имеющие право издавать фетвы (шариатские заключения по тем или иным вопросам). Великий аятолла носит титул марджа ат-таклид («образец для подражания»).
Титул великого аятоллы носят Али Хаменеи (Иран), Мохаммад Казем Шариатмадари (Иран), Садик Ширази (Ирак), Макарем Ширази (Иран), Али Систани (Ирак) и ряд других религиозных деятелей. Великий аятолла имеет право на осуществление абсолютного иджтихада. Другими словами, он может формировать новые правила поведения во всех сферах общественных отношений, основываясь на своем субъективном понимании религиозных норм.